# Wolwal Selatan
Wolwal Selatan is een bestuurslaag in het regentschap Alor van de provincie Oost-Nusa Tenggara, Indonesië. Wolwal Selatan telt 417 inwoners (volkstelling 2010).